# 내프탈리 테무
내프탈리 테무(Naftali Temu, 1945년 4월 20일 ~ 2003년 3월 10일)는 전 케냐의 육상 선수로, 1968년 멕시코시티 올림픽 10,000m 금메달리스트였다.

## 초기 경력
니아미라 구역에서 태어난 테무는 14세 때 육상을 시작하였으며, 학교를 마친 후 육군에 입대하였다. 1964년 도쿄 올림픽에서 열린 마라톤에서 49에 들어왔다.
이듬해 브라자빌에서 열린 올아프리카 대회에서 5000m 2위를 하였다. 국제 장거리 육상 장면에 난입하여 1966년 킹스턴에서 열린 코먼웰스 게임에 참가하여 6마일에서 세계 기록 보유자 론 클라크를 꺾고 우승하였다. 이틀 후, 3마일에서 4위를 하였다.

## 1968년 하계 올림픽
1968년 하계 올림픽 10,000m 결승전에서 에티오피아의 마모 월데 만이 테무의 걸음을 관리하였다. 종이 울리는 점에서 월데가 선두로 달리고 있었으나, 테무가 50m 만이 남으면서 월데를 지나가며 금메달을 획득하였다.
4일 후에 5000m 결승전에서 튀니지의 모하메드 가무디와 동료 킵 케이노에 의하여 좁은 차이로 패하면서 동메달을 땄다. 마라톤에도 출전하여 월데와 다시 결투를 벌였으나, 19위에 머물렀다.

## 은퇴와 이후
테무의 육상 경력 나머지는 쇠퇴하였다. 1970년 에딘버러에서 열린 코먼웰스 게임에서 10,000m 19위를 하고 1972년 뮌헨 올림픽에서는 10,000m 예선 탈락하였다.
1973년 은퇴한 후, 노스 무기랑고에서 농장을 경영하였다. 그 농장은 당시 대통령 조모 케냐타에 의하여 기증되었다고 한다. 57세의 나이로 케냐 국립 병원에서 전립선암으로 사망하였다.